# 마쓰오카 도시카쓰

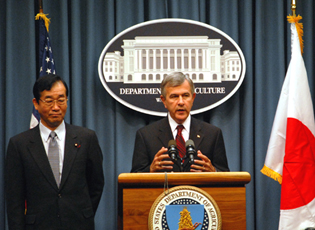
2007년, 미 농무장관 마이크 조한스 (Mike Johanns) 와의 기자 회견 모습

마쓰오카 도시카쓰(일본어: 松岡 利勝, まつおか としかつ, 1945년 2월 25일 ~ 2007년 5월 28일)는 일본의 농수산 관료이자 정치인이다. 2006년 제1차 아베 신조 내각에서 농림수산대신이 되었으며, 2007년 금전 스캔들로 자살하였다.

## 인물
구마모토현의 아소군 출신으로 그의 아버지는 제2차 세계 대전 중 만주에서 구 일본군 헌병으로 일하였다. 구마모토현에서 고교 생활을 했으며 돗토리 대학 농학부 임학과를 졸업하였다. 졸업 후, 농림수산성에 들어갔으며 국토청 과장보, 임야청 공보관 등을 지내고 구마모토 현으로 돌아왔다.
1990년 제39회 중의원 총선거에서 구마모토 1구에 무소속으로 입후보해 첫 당선되었고, 이후 연속 여섯 번 당선되었다. 1995년 무라야마 개조내각에서 농림 수산 정무 차관, 1999년 중의원 농림 수산 위원장, 2000년 제2차 모리 개조 내각에서 농림 수산 총괄 정무 차관, 2001년 초대 농림수산성 부대신(副大臣) 이 되었다.
2006년 9월에는 아베 신조 내각에서 농림수산성 대신이 되었으며 그 후 사무소비 문제, 광열수비 문제, 헌금 문제 등 여러 의혹이 제기돼 크게 받았다. 또 입각 직후에는 해외 일본 음식점의 신뢰도를 높이고 일본 음식의 정체성을 되찾겠다며 "일식 레스토랑 인증제"를 제안했다가 전 세계 언론과 네티즌의 비난을 받았다.
2007년 5월 28일, 중의원 의원 숙소에서 의식 불명 상태로 비서에게 발견되었으며 구급차로 병원에 옮겨졌으나 62세의 나이로 사망하였다.

## 같이 보기
- 아베 신조